# Kuklov
Kuklov (Hongaars: Kukló) is een Slowaakse gemeente in de regio Trnava, en maakt deel uit van het district Senica.
Kuklov telt 806 inwoners.